# Базисний тунель

Варіанти висотного розташування гірських перевальних тунелів (1 — базисний тунель)

Базисний тунель — тип гірського перевального тунелю, переважно залізничний, який споруджується через основу (підошву) гірського перевалу. Цей тип тунелю зазвичай сполучає дві долини приблизно на однакових висотах.
Перші побудовані класичні залізничні лінії через гірські місцевості намагались мінімізувати тунелювання через технічні обмеження та великі витрати, а тому потребували довгих і крутих ухилів і багато кривих або навіть спіральних ділянок.
Базисні тунелі мінімізують або усувають ухили та криволінійні ділянки траси, через це мають довші тунелі та надають коротші маршрути прямування. Це дозволяє підвищити швидкість та знизити енерговитрати. Відповідно при великих вантажопотоках базисні тунелі є більш оптимальними, ніж високогірні.

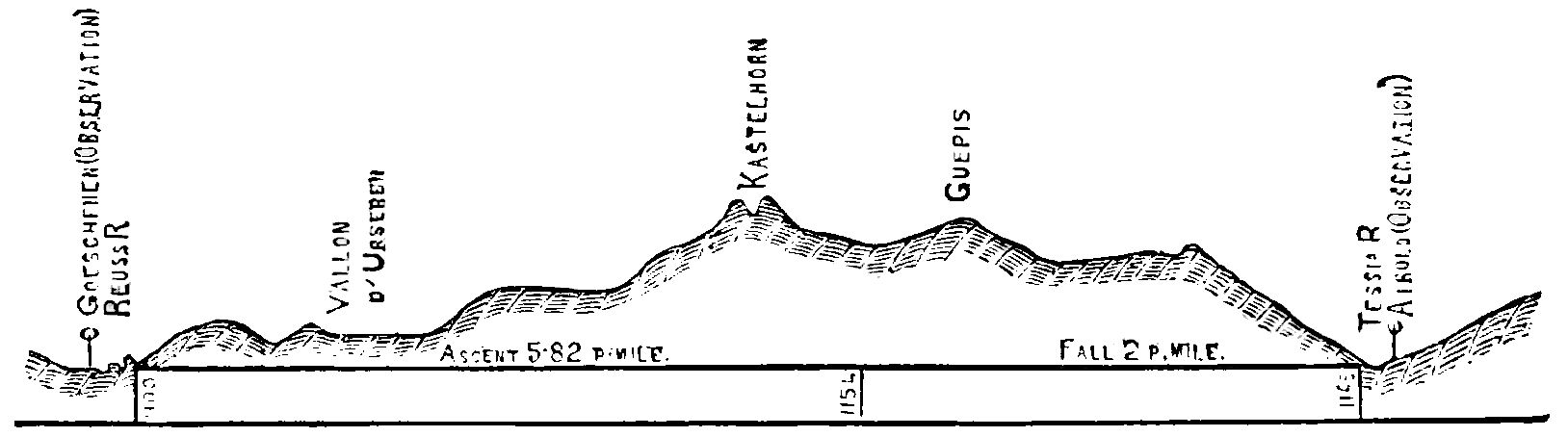
Профіль Готтардського базисного тунелю

Деякі з найвідоміших базисних тунелів (з довжиною, датою відкриття та розташуванням):
- Готтардський базисний тунель (57,1 км, 2016 р.), Швейцарія
- Мон-Сеніський базисний тунель (57 км, планований), Франція та Італія
- Бреннерський базисний тунель (55 км, плановано в 2032 р.), Австрія та Італія
- Лечберзький базисний тунель (34,6 км, 2007 р.), Швейцарія
- Коральмський базисний тунель (32,9 м, плановано в 2026), Австрія
- Земмерінзький базисний тунель (27,3 км, плановано в 2030), Австрія
- Пахареський базисний тунель (24,7 км, 2023 р.), Іспанія
- Циммерберзький базисний тунель (20 км, планований), Швейцарія
- Апеннінський базисний тунель (18,5 км, 1934 р.), Італія
- Ченерійський базисний тунель (15,4 км, 2020 р.), Швейцарія
- Фуркинський базисний тунель (15,4 км, 1982 р.), Швейцарія